# 郭石吉
郭石吉（1939年—）生於日治台灣台北州台北市士林（今台北市士林區），企業家與政治人物。其家族經營郭元益食品，郭石吉為中國國民黨籍，曾任臺北市議會第四屆至第七屆議員與監察院第三屆監察委員。此外，他曾任私立開南大學第一任董事長。

## 生平
郭石吉之父郭欽定，經營郭元益食品。郭石吉為家族長子，其下有三個弟弟。高中就讀臺北市開南高級中等學校，大學就讀美國舊金山大學公共管理學系。
因為已連任三屆的士林區議員林振永決定不再參選，勸進郭石吉參政。1981年，郭石吉首次競選台北市議會議員，當選。之後連任四屆。1985年，議長張建邦入閣，擔任交通部部長。郭石吉在補選中，當選台北市議會第五屆副議長。
1993年5月，其父郭欽定過世。1994年，卸任台北市議員，回到家族企業工作，主掌郭元益。
1999年，經李登輝總統提名，出任監察院監察委員。至2005年卸任。
2001年，創辦郭元益糕餅博物館。

## 家庭
郭石吉育有一子二女。